# Daniel B. Wright
Daniel Boone Wright (* 17. Februar 1812 bei Mount Pleasant, Giles County, Tennessee; † 27. Dezember 1887 bei Ashland, Mississippi) war ein US-amerikanischer Politiker. Zwischen 1853 und 1857 vertrat er den ersten Wahlbezirk des Bundesstaates Mississippi im US-Repräsentantenhaus.

## Werdegang
Daniel Wright besuchte die öffentlichen Schulen seiner Heimat und studierte danach bis 1837 an der Cumberland University in Lebanon. Nach einem anschließenden Jurastudium und seiner 1840 erfolgten Zulassung als Rechtsanwalt begann er in Ashland in seinem neuen Beruf zu praktizieren. Im Jahr 1850 zog er nach Salem, dem heutigen Hudsonville im Benton County. Auch dort praktizierte Wright als Rechtsanwalt. Gleichzeitig begann er aber auch in der Landwirtschaft tätig zu werden.
Politisch wurde Wright Mitglied der Demokratischen Partei. 1852 wurde er in das US-Repräsentantenhaus in Washington, D.C. gewählt, wo er am 4. März 1853 Benjamin D. Nabers ablöste. Nach einer Wiederwahl im Jahr 1854 konnte er sein Mandat im Kongress bis zum 3. März 1857 ausüben. Diese Zeit wurde von den politischen Auseinandersetzungen im Vorfeld des Bürgerkrieges überschattet. 1856 kandidierte Wright nicht mehr für eine weitere Amtszeit.
Nach dem Ende seiner Zeit im Kongress arbeitete Wright wieder als Rechtsanwalt in Ashland. Während des Bürgerkriegs war er zunächst Oberstleutnant einer Kavallerieeinheit der Armee der Konföderierten Staaten. Seit dem 6. Juni 1864 war er als Oberst Militärrichter. Nach dem Ende des Kriegs nahm Wright seine alten Tätigkeiten als Rechtsanwalt und in der Landwirtschaft im Benton County wieder auf. Er starb im Dezember 1887 in Ashland.